# 米拉波·波拿巴·拉馬爾
米拉波·波拿巴·拉馬爾（英語：Mirabeau Buonaparte Lamar，1798年8月16日—1859年12月19日）是继戴维·伯尔奈特（David G. Burnet，1836年临时总统）和山姆·休士頓后德克萨斯共和国的第三任总统。
拉馬爾出生于乔治亚州傑弗遜縣路易斯維爾附近，他早年在哥伦布创办了一份很成功的报纸。之后他将他的报纸公司出售了，用这笔钱西行，来到德克萨斯州。至今为止这份报纸依然是哥伦布地区最重要的报纸，今天它属于麦克拉齐公司。
1835年他依据德克萨斯州。他听说阿拉莫戰役的屠杀后作为骑兵士兵参加了山姆·休士頓领导的德克萨斯革命军。在圣吉辛托古战役前夜他通过一次大胆的行动营救了两名被包围的德克萨斯人。这个行动甚至赢得了墨西哥人的赞扬。他被晋升为上校，在圣吉辛托古战役中指挥骑兵。1838年12月他出任德克萨斯总统至1841年。
拉馬爾是山姆·休士頓的强烈反对者，两人就新共和国的发展政策的几乎所有问题均持不同意见，从财政到对印第安人的政策（他支持消灭政策）到加入美国的问题（他反对加入）。据说在拉馬爾被选后两人交替时休斯敦故意穿戴得像华盛顿一样。当他发现拉馬爾迫不及待地要发表他的就职演说时休斯敦故意将他的离职演说延长到了三个小时之久。此后拉馬爾气愤填膺，以至于无法演说，只好让人代替他读他的就职演说。拉馬爾保障了数个欧洲国家对德克萨斯的承认。他设立了德克萨斯首都奧斯汀，不过当时奧斯汀处于德克萨斯的西部边境，非常容易受到卡曼奇人的袭击。拉馬爾当时非常想将德克萨斯的殖民区向西推进。他甚至想将德克萨斯一直推到太平洋海岸。他希望德克萨斯共和国会成为北美洲与美国相抗争的一个力量。
为了降低德克萨斯的负债，他发行了新的德克萨斯共和国货币。
拉馬爾设立了德克萨斯的公费学校，因此被公认为是“德克萨斯教育之父”。德克萨斯有许多城市里有以他命名的学校，包括博蒙特的拉马尔大学、休斯敦的拉馬爾高等学校、阿灵顿的拉馬爾高等学校等。今天德克薩斯州大學系统和德克萨斯农工大学系统的一些校园是他建立的。
拉馬爾也写诗，出版过一部诗集，因此被誉为“诗人总统”。他的反对者称他作为诗人比作为总统好。